# Веомад
Веома́д (нем. Weomad; умер 8 ноября 791) — епископ, затем первый архиепископ Трира (762—791). Ранее почитался как местночтимый святой Трирской епархии Римско-католической церкви (день памяти — 8 ноября).

## Биография
Вероятно, Веомад происходил из одной из знатных франкских семей, владения которой располагались на Среднем Рейне. Ранее предполагалось, что также как и три его предшественника на кафедре Трира он принадлежал к роду Гвидонидов. Однако, в настоящее время это мнение подвергается историками серьёзному сомнению, так как современные Веомаду исторические источники не подтверждают существования подобных родственных связей.
Согласно «Деяниям епископов Трира», до получения епископского сана Веомад был аббатом монастыря Святого Максимина, а также, возможно, монастыря в Метлахе. Он взошёл на кафедру Трира в 762 году, став здесь преемником скончавшегося епископа Милона. В 764 году Веомад активно способствовал основанию графом Канкором Лоршского монастыря, что сильно сблизило его с наиболее влиятельным иерархом Франкского государства того времени, епископом Меца Хродегангом.
После смерти в 768 году короля Пипина Короткого территория Трирской епархии вошла в состав владений Карла Великого. В начале правления, стремясь укрепить свою власть в прирейнском регионе, Карл Великий значительно ограничил власть Веомада над землями его епархии, проведя секуляризацию части земель епископства и передав их в государственный фиск. Эти действия положили конец так называемому «Трирскому епископскому государству», существовавшему с начала VIII века.
Одновременно, возможно, с целью компенсации потерь, понесённых Трирской епархией, Карл Великий принял меры для повышения роли Трира как одного из церковных центров королевства. Среди подобных действий главным стало возведение Трирской епархии в ранг митрополии. Точная дата этого события не известна. Предполагается, что это произошло в конце 770-х годов. В исторических источниках так же сообщается, что после смерти в 786 году Лулла Майнцского Веомад получил от папы римского Адриана I паллий и был назначен одним из трёх папских викариев во Франкском государстве. В новообразованный диоцез Трира вошли епархии Меца, Туля и Вердена, но использование Веомадом прав митрополита столкнулось с недовольством его суффраганов. Особенно сильное сопротивление подчинению Триру оказывал глава Мецской епархии Ангильрамн, занимавший должность королевского архикапеллана и, подобно Веомаду, имевший сан архиепископа. В результате, до конца своей жизни Веомад так и не смог подчинить своей юрисдикции кафедру Меца.
Неудачей также завершилась попытка Веомада получить от Карла Великого в 781 или 782 году согласие на передачу Трирской архиепархии церкви Святого Гоара, которую монарх оставил во владении Прюмского аббатства. Однако в остальных прошениях к королю Веомад имел успех: ещё в 772 году правитель Франкского государства подтвердил данный при Пипине Коротком Трирской церкви полный иммунитет её владений от юрисдикции светских властей, а в 781 или 783 году возвратил епархии аббатство в Метлахе. В 780 году по инициативе Веомада из спорного с Майнцской архиепархией района в Трайс-Карден были перенесены мощи святого Кастора, ставшего одним из наиболее почитаемых святых Трирского архиепископства.
Архиепископ Веомад умер 8 ноября 791 года, когда он сопровождал Карла Великого в походе против аваров. Тело скончавшегося прелата было доставлено в аббатство Святого Максимина и здесь похоронено. Преемником Веомада на трирской кафедре стал Рихбод.
Первые сведения о существовании в Трире культа святого Веомада относятся к 1490 году. Почитание его реликвий ограничивалось только территорией Трирской архиепархии, а после того, как в XVIII веке мощи Веомада были утеряны, прекратилось и поклонение ему. В настоящее время имя первого архиепископа Трира даже не внесено в диптихи местного кафедрального собора.